# José Cassandra
José Cardoso Cassandra, surnommé Tozé Cassandra, né le 17 février 1964 à Principe, est un homme politique santoméen, actif dans la région autonome de Principe.
Après avoir fondé l'Union pour le progrès et le changement de Principe en 2006, il est élu président du gouvernement régional la même année. Réélu à plusieurs reprises, il conserve son poste pendant quatorze ans, avant de démissionner en 2020.
Il devient par la suite ambassadeur de Sao Tomé-et-Principe en Belgique en 2024, puis ambassadeur auprès de l'Union européenne en 2025. 

## Biographie

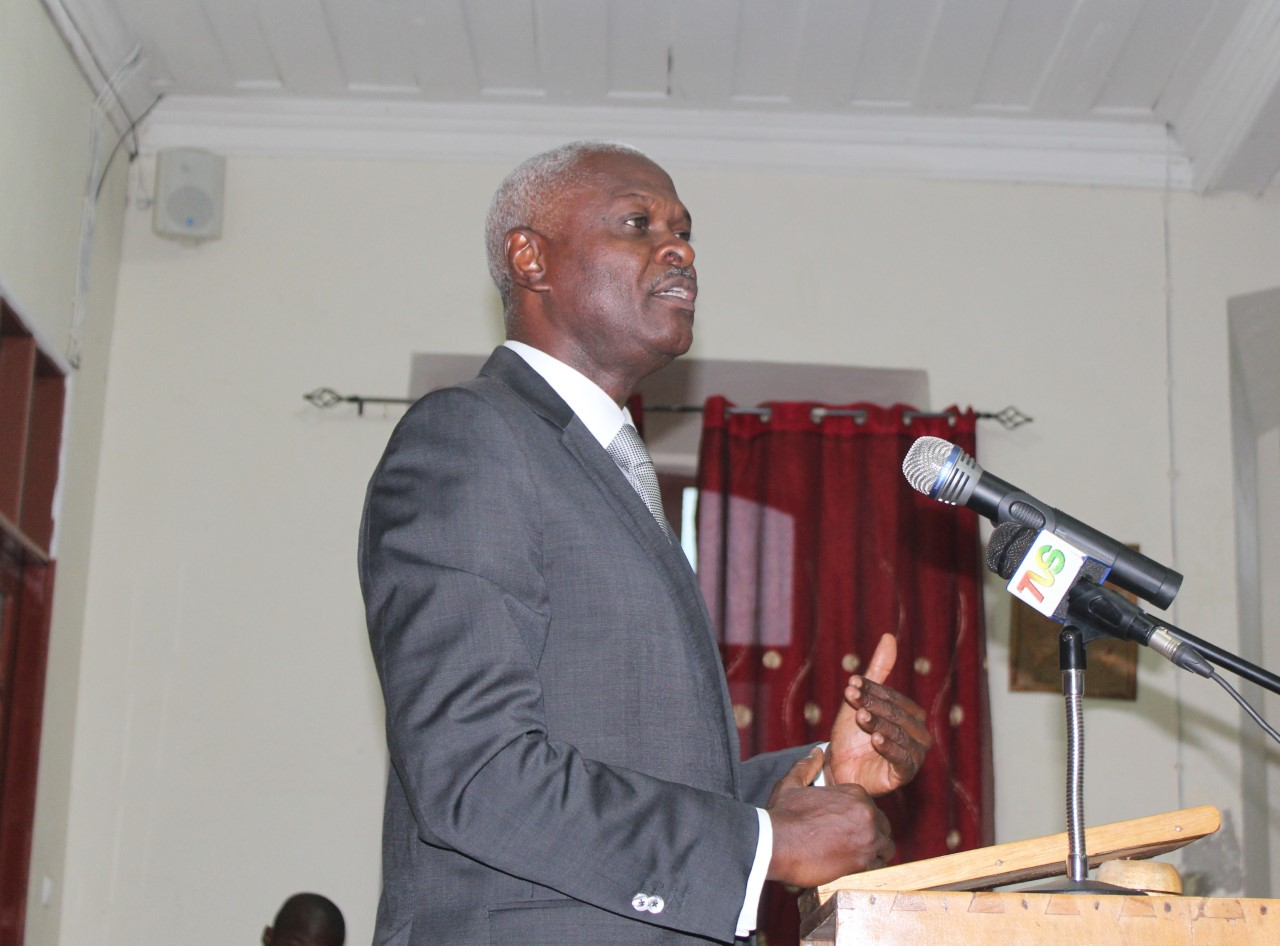
José Cassandra vers 2020

José Cassandra est élu député du Parti de convergence démocratique - Groupe de réflexion en 2002, puis dirige la campagne législative du Mouvement nouvelle voie pour les élections de 2006, où il est le seul élu de son parti.
Il fonde en 2006 l'Union pour le progrès et le changement de Principe (UMPP), qui obtient l'ensemble des sièges à l'Assemblée régionale de Principe aux élections régionales de la même année. Il est par conséquent nommé président du gouvernement régional de Principe le 5 octobre 2006. L'UMPP remportant toutes les élections suivantes, il voit son mandat se renouveler en 2010, 2014 et 2018.
José Cassandra est président du comité exécutif de l'União das Cidades Capitais Luso-Afro-Américo-Asiáticas (pt).
Il quitte son mandat de président de l'UMPP en novembre 2019, ne se représentant pas. Son successeur, Filipe Nascimento, est aussi désigné comme futur président du gouvernement régional. Il remplace José Cassandra à partir d'août 2020.
José Cassandra devient par la suite ambassadeur de Sao Tomé-et-Principe en Belgique à partir de septembre 2024, fonction à laquelle s'ajoute celle d'ambassadeur auprès de l'Union européenne en mai 2025. 